# レッド・スチュワート
芸名であるレッド・スチュワート (Redd Stewart) として広く知られた、ヘンリー・エリス・スチュワート（Henry Ellis Stewart、1923年5月27日 - 2003年8月2日）は、1948年にピー・ウィー・キングとともに「テネシーワルツ」を共作した、アメリカ合衆国のカントリー・ミュージックのソングライター、レコーディング・アーティスト。

## 経歴
スチュワートは、テネシー州アッシュランド・シティに生まれた。幼い頃、一家はケンタッキー州ルイビルに移り住んだ。少年期からバンジョー、ピアノ、フィドル、ギターなどいくつもの楽器の演奏を身につけた。やがて、髪や顔の赤みを帯びた色にちなんで、レッド (Redd) と名乗るようになった。スチュワートは演奏家としての才能ばかりでなく、ルイビルの自動車販売会社のために書いた短いジングルを手始めに、ソングライターとしての才能も開花させた。
1937年、スチュワートは、ピー・ウィー・キングが率い、エディ・アーノルドがリード・ボーカルだった、ゴールデン・ウェスト・カウボーイズ (Golden West Cowboys) の一員となった。第二次世界大戦中、スチュワートは南太平洋戦線に従軍し、軍曹に昇進した。従軍中に「Soldier's Last Letter」を書き、この曲をアーネスト・タブが歌ったレコードは、1944年のヒット作となった。帰国後、スチュワートはキングのバンドに復帰し、ソロ歌手として独立したアーノルドの後を埋めるリード・シンガーとなった。スチュワートは、キングと組んで、後に1965年に当時のテネシー州知事フランク・G・クレメントが州の歌のひとつとした「テネシーワルツ」や、「ユー・ビロング・トゥ・ミー」をはじめ、カントリー・チャートでトップ10に入った数多くの楽曲を書いた。スチュワートはまた、キングとともに、『Gold Mine in the Sky』（1938年）をはじめ、いくつもの映画にも出演し、チャールズ・スターレットがドゥランゴ・キッド (Durango Kid) を演じた『無法街道 (Ridin’ the Outlaw Trail)』（1951年）と『The Rough, Tough West』（1952年）にも出演した。1961年、スチュワートはキングとともに、映画『Hoedown』に出演した。
スチュワートはまた、他の歌手によって有名になった曲も書いている。1950年代半ばには、「ユー・ビロング・トゥ・ミー」も歌ったジム・リーヴスには「That's a Sad Affair」を提供しており、ムーン・マリカンには「Downstream」や「When Love Dies Where Does it Go」を提供していた。「テネシーワルツ」はパティ・ペイジの大ヒット曲となり、ロイ・エイカフ、ルービン・ブラザーズ、ジェリー・リー・ルイス、エルヴィス・プレスリーほか多数にカバーされた。「ユー・ビロング・トゥ・ミー」も重要なスタンダード曲となった。これらに比べると知名度はやや劣るが、「スロー・ポーク (Slow Poke)」はホークショウ・ホーキンスにカバーされた。
1972年、スチュワートはナッシュビル・ソングライターの殿堂の創設委員のひとりとして、殿堂入りを果たした。
2003年8月2日、スチュワートは1990年代はじめに起こした転落事故による負傷の合併症のために、ルイビルのバプティスト病院東院 (Baptist Hospital East) において、80歳で死去した。

## 遺されたもの
2004年、「テネシーワルツ」はBMIから、300万回放送賞を贈られたが、この回数は連続してかけ続けると17.1年分に相当し、この栄誉は、バリー・マニロウの「歌の贈りもの (I Write the Songs)」、フランク・シナトラの「マイ・ウェイ」、ハンク・ウィリアムズの「Your Cheatin' Heart」、エルヴィス・プレスリーの「ラヴ・ミー・テンダー」、ロジャー・ミラーの「King of the Road」と並ぶものであった。2004年には、Country Legends Hall of Fame と Traditional Country Music Hall of Fame にも殿堂入りし、2005年には、生誕地のアッシュランド・シティに、テネシーワルツ・パークウェイ (Tennessee Waltz Parkway) が開設された。